# Carl-Magnus Hyltenius
Carl-Magnus Georg Hyltenius, född 17 mars 1940 i Sunds församling, är en svensk diplomat.
Efter pol.mag.examen och civilekonomexamen vid Lunds universitet anställdes Hyltenius vid Utrikesdepartementet 1966. Han tjänstgjorde i Paris, Rabat, Genève och London innan han blev minister och biträdande delegationschef vid Stockholmskonferensen 1984. Han blev 1985 departementsråd och enhetschef på Utrikesdepartementets politiska avdelning. Åren 1988-1992 var han ambassadör och chef för Sveriges delegation i nedrustningskonferensen i Genève. Han var då ordförande i en rad förhandlingsgrupper i nedrustningskonferensen och i FN:s generalförsamlings första utskott i New York. Bland annat var han 1990 ordförande i de internationella förhandlingar som ledde fram till konventionen om förbud mot kemiska vapen. Åren 1992-1996 var han ambassadör i Israel och 1997-2000 protokollchef i Utrikesdepartementet. År 2000 utnämndes han till Sveriges ambassadör i Köpenhamn. Han återvände till Utrikesdepartementet 2005 och utnämndes då till utrikesråd. I den egenskapen ledde han samordningen av evakueringen av över 8000 svenskar från kriget i Libanon sommaren 2006.
Hyltenius pensionerades 2007 men har därefter bland annat tjänstgjort som tillförordnad generalkonsul i Los Angeles. År 2009 efterträdde han Anita Gradin som ordförande för Handelskammaren Sverige-Israel.
Han är sedan 1967 gift med adjunkt Bodil Hyltenius.

## Utmärkelser
- Storkors av Italienska republikens förtjänstorden (5 maj 1998)[2]
- Storkorset av Argentinska Majorden (4 juni 1998)[3]